# Eichenspinner

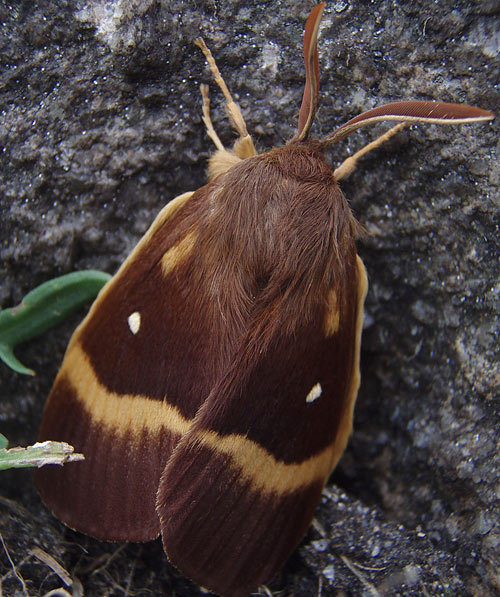
Männlicher Eichenspinner

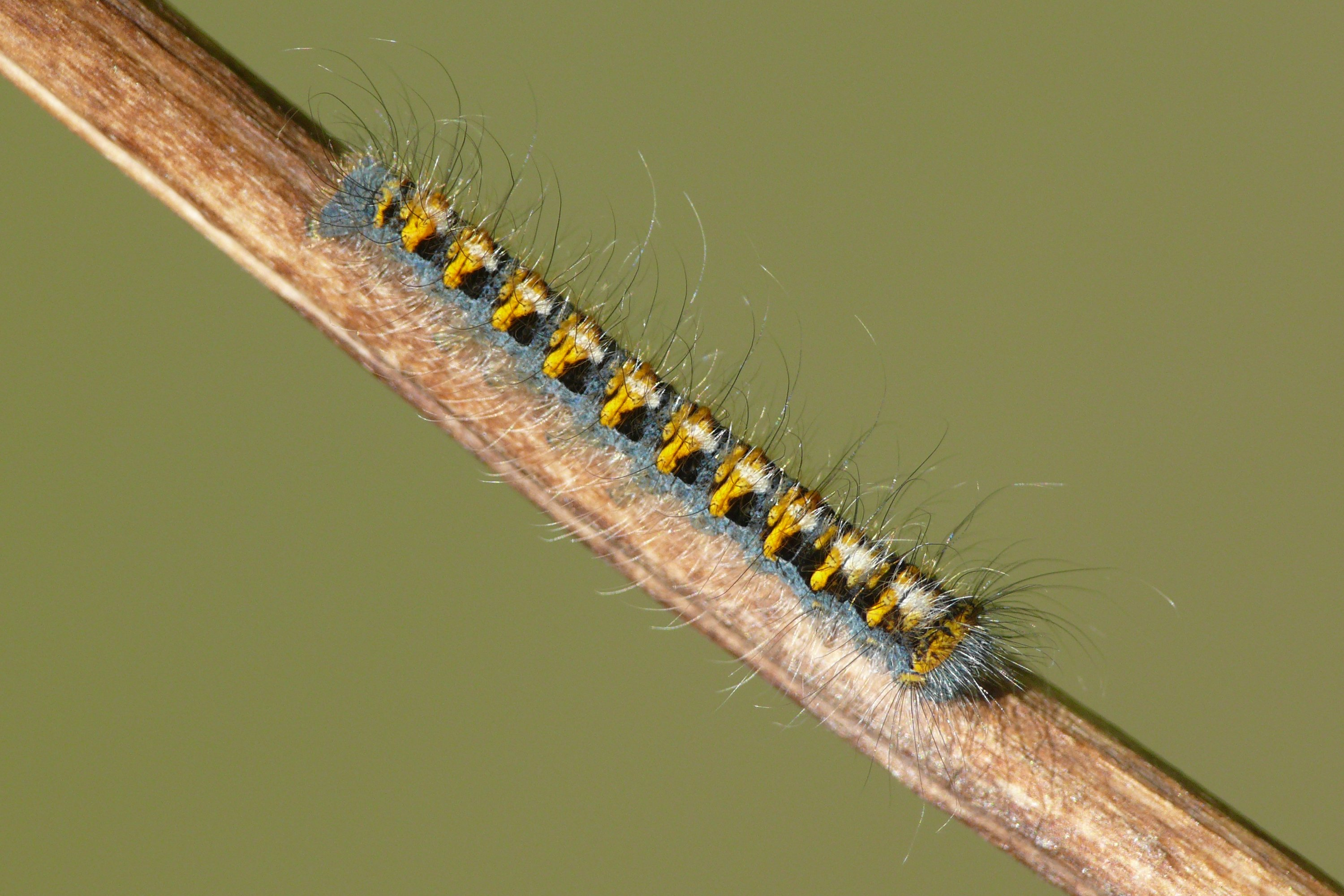
Eiraupe (L1) des Eichenspinners

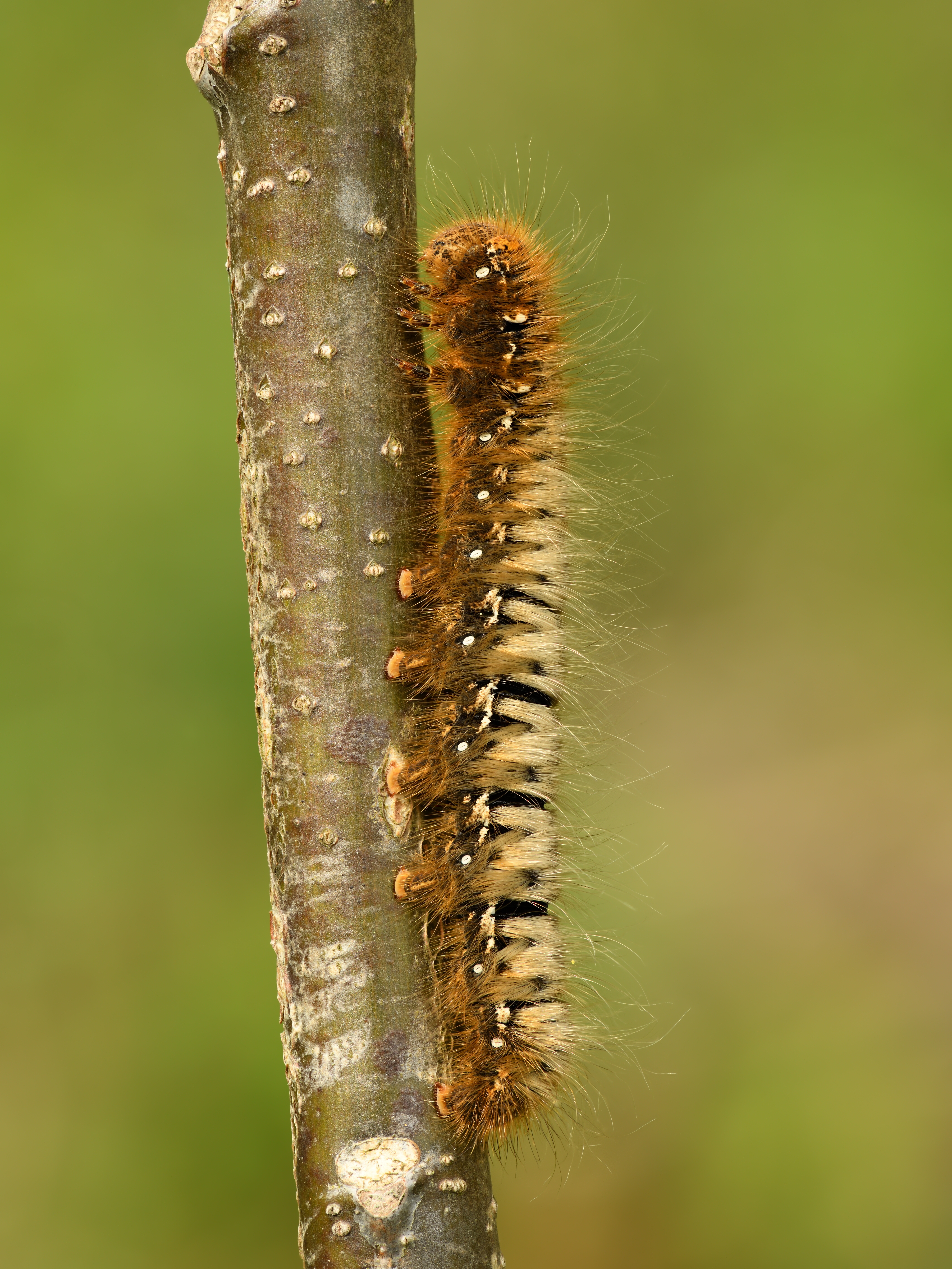
Erwachsene Raupe des Eichenspinners

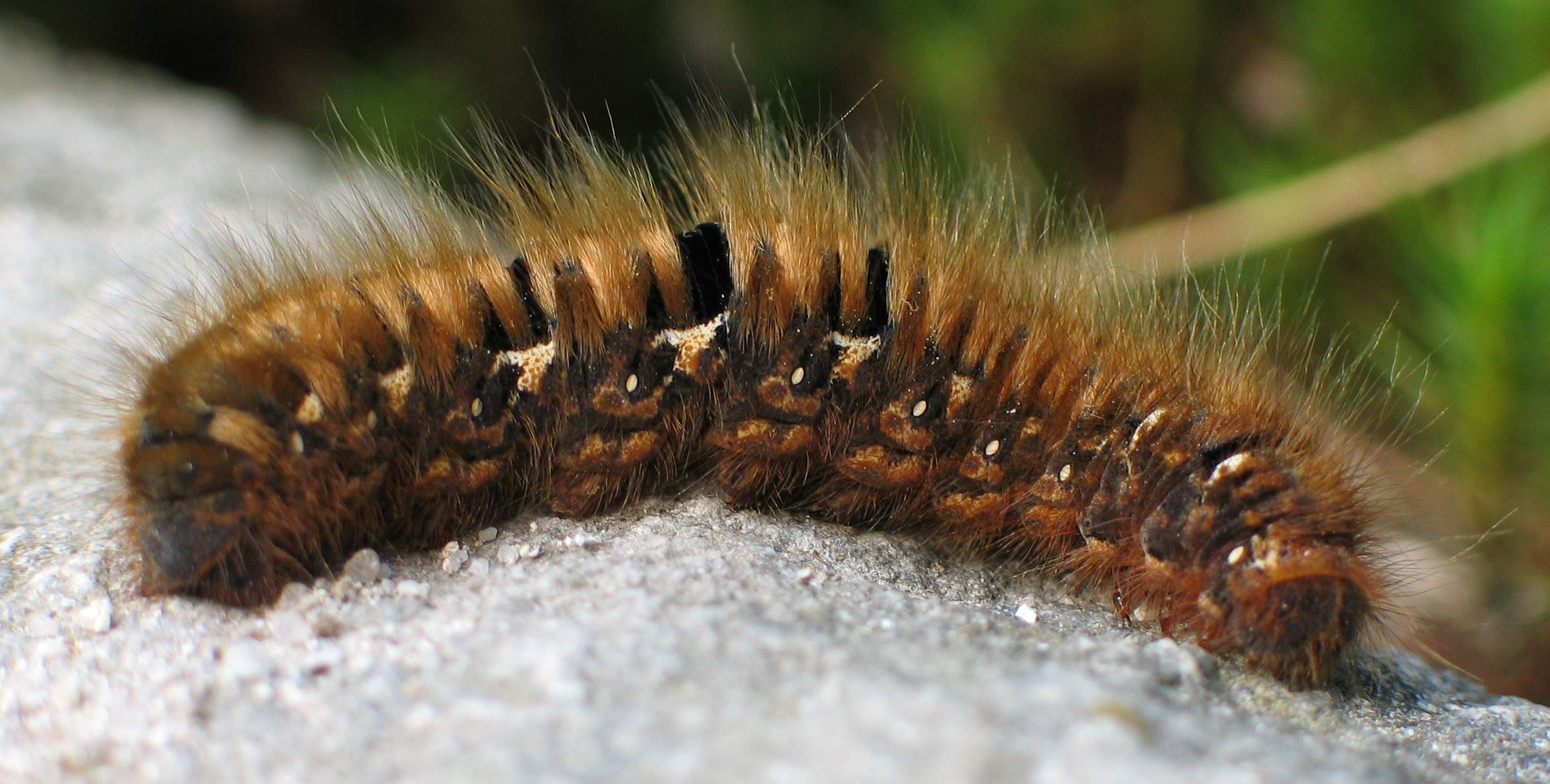
Erwachsene Raupe des Eichenspinners

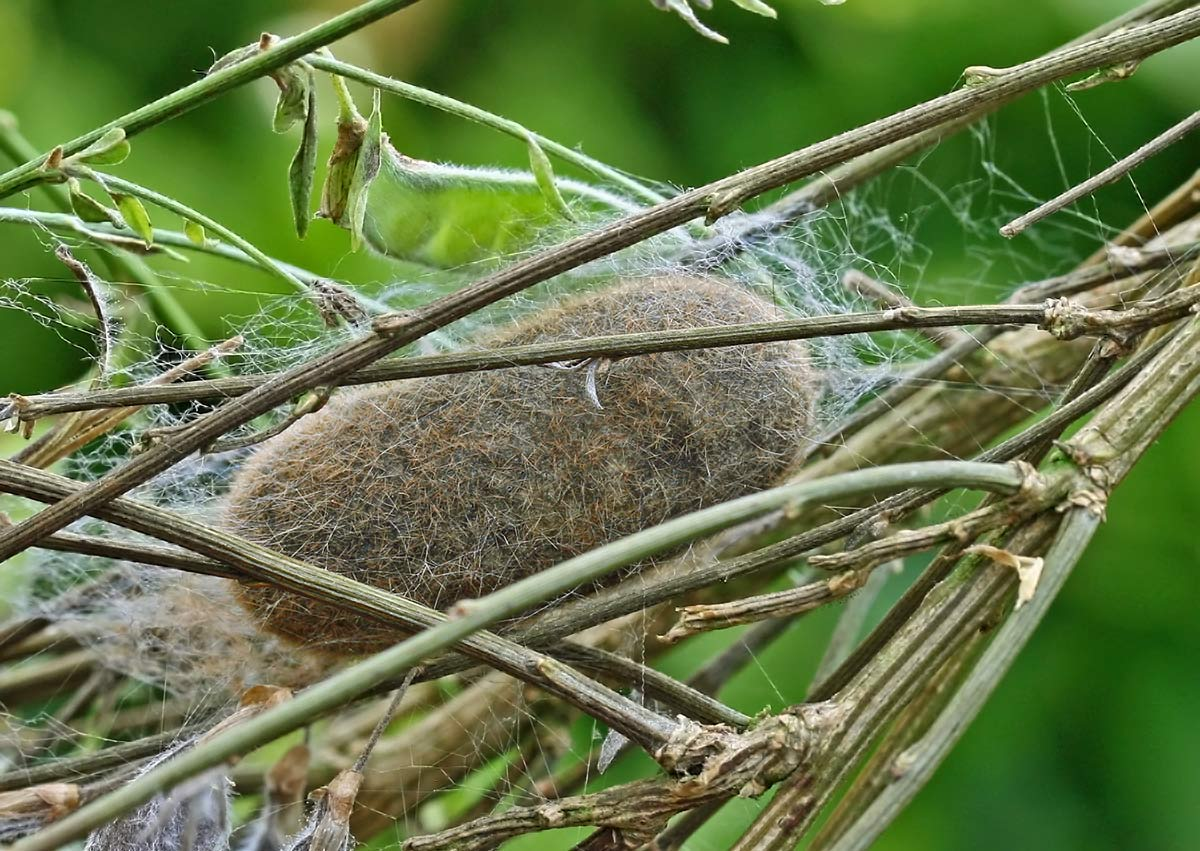
Kokon des Eichenspinners

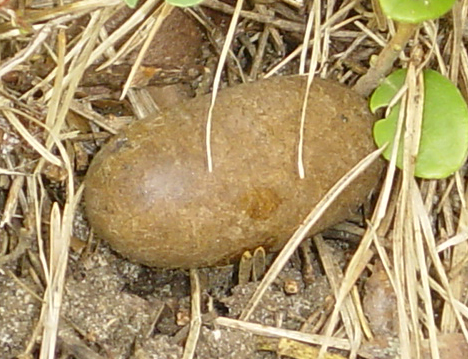
Kokon des Eichenspinners

Der Eichenspinner oder Quittenvogel (Lasiocampa quercus) ist ein Schmetterling aus der Familie der Glucken (Lasiocampidae).

## Merkmale
Die Falter erreichen eine Flügelspannweite von 45 bis 75 Millimetern. Beide Geschlechter, die sich deutlich voneinander unterscheiden (Sexualdimorphismus), haben sehr variabel gefärbte Flügel. Die Vorderflügel der Männchen haben meist eine kastanienbraune Grundfärbung und haben etwa zwischen den hinteren beiden Flügeldritteln eine breite, zur Flügelspitze nicht scharf begrenzte, gelb gefärbte, leicht geschwungene Binde. Daneben ist ein weißer, dunkel gerandeter Diskoidalfleck auffällig. Die Hinterflügel sind gleich gefärbt, haben aber keine Diskoidalflecken. Die Weibchen sind deutlich heller gefärbt und auch wesentlich größer als die Männchen. Sie haben ockergelbe oder hellbraune Flügel, auf denen die gelbe Binde nur undeutlich erkennbar ist. Auf den Vorderflügeln haben sie ebenfalls weiße, dunkel gerandete Diskoidalflecken.

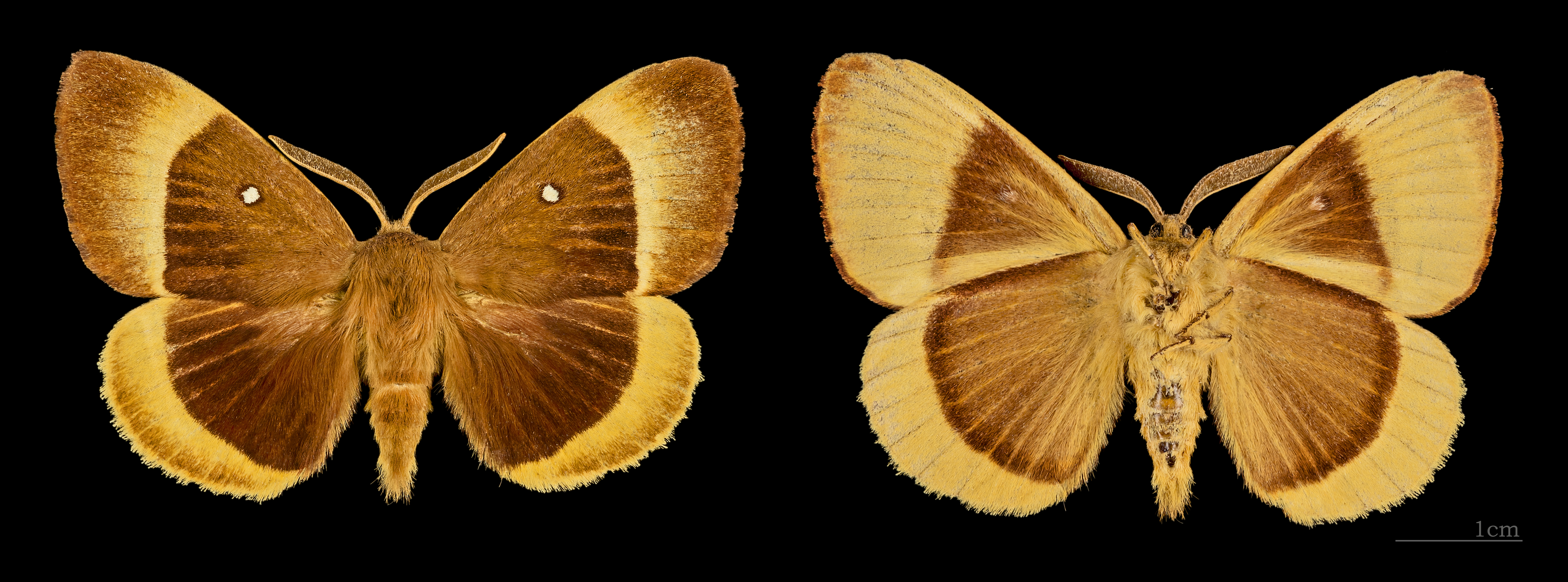
Männchen – Rücken- und Bauchansicht desselben Exemplars
Weibchen – Rücken- und Bauchansicht desselben Exemplars

Die Raupen werden ca. 80 Millimeter lang, sind dicht behaart und besitzen Brennhaare, die ein Nesselgift enthalten. Sie haben eine schwarze Grundfärbung, wobei der Rücken junger Raupen auf jedem Segment eine gelbe Raute trägt, die in der Mitte, nach hinten verlaufend einen weißen Fleck besitzt. Ältere Tiere sind bräunlich-grau gefärbt und haben an den Seiten ein Rautenmuster. Diese Rauten sind auf der einen Seite hell, an der anderen Seite braun, ähnlich der Grundfärbung gefärbt. Die Raupen haben zusätzlich dichte, graubraune Haarpolster am Rücken. Zwischen den Segmenten befinden sich kahle Streifen, die eine schwarze Farbe haben.

### Ähnliche Arten
- Kleespinner (Lasiocampa trifolii)

## Vorkommen
Die Tiere kommen in ganz Europa, außer dem hohen Norden und Teilen des Mittelmeergebietes, östlich bis zum Altai vor. Sie leben in lockeren Wäldern, Moorgebieten und sind besonders in den Alpen nahe der Baumgrenze häufig. Ihr Vorkommen ist vielerorts stark zurückgegangen.

## Lebensweise
Die Männchen fliegen tagsüber auf der Suche nach Weibchen wild umher. Diese wiederum sind in der Regel nachtaktiv, nur in höheren Lagen fliegen sie auch am Tag.

### Flug- und Raupenzeiten
Die Falter fliegen von Ende Juni bis Mitte August, die Raupen findet man von September bis in den Juni des nächsten Jahres.

### Nahrung der Raupen
Die Raupen ernähren sich besonders von verschiedenen Sträuchern, unter anderem von Schlehdorn (Prunus spinosa), Brombeeren (Rubus fruticosus), Besenginster (Cytisus scoparius), Blaubeere (Vaccinium myrtillus), Rauschbeere (Vaccinium uliginosum), Weiden (Salix spec.) und Besenheide (Calluna vulgaris). Sie fressen nur sehr selten an Eichen, obwohl dies ihr Name vermuten lässt.

## Entwicklung
Die Weibchen lassen die verhältnismäßig großen hellbraunen Eier im Flug auf die Vegetation fallen. Die Raupen überwintern und verpuppen sich im Folgejahr in der Zeit von Ende Mai bis Anfang Juni am Boden oder zwischen zusammengewickelten Blättern (beispielsweise Brombeerblättern) in einem pergamentartigen, festen, ovalen Kokon. Der Kokon hat eine Länge von etwa 30 mm. In einem Fall dauerte die Verpuppung von Mitte Juni bis Mitte Juli, insgesamt 34 Tage.

## Gefährdung und Schutz
- Rote Liste BRD: V (auf der Vorwarnliste).[1]

## Natürliche Feinde
Die Schlupfwespe Agrothereutes leucorhaeus parasitiert die Präpuppe des Eichenspinners.